# ERG
ERG (англ. ERG, ETS transcription factor) – білок, який кодується однойменним геном, розташованим у людей на короткому плечі 21-ї хромосоми. Довжина поліпептидного ланцюга білка становить 486 амінокислот, а молекулярна маса — 54 608.
| 10         |  | 20         |  | 30         |  | 40         |  | 50         |
| ---------- |  | ---------- |  | ---------- |  | ---------- |  | ---------- |
| MIQTVPDPAA |  | HIKEALSVVS |  | EDQSLFECAY |  | GTPHLAKTEM |  | TASSSSDYGQ |
| TSKMSPRVPQ |  | QDWLSQPPAR |  | VTIKMECNPS |  | QVNGSRNSPD |  | ECSVAKGGKM |
| VGSPDTVGMN |  | YGSYMEEKHM |  | PPPNMTTNER |  | RVIVPADPTL |  | WSTDHVRQWL |
| EWAVKEYGLP |  | DVNILLFQNI |  | DGKELCKMTK |  | DDFQRLTPSY |  | NADILLSHLH |
| YLRETPLPHL |  | TSDDVDKALQ |  | NSPRLMHARN |  | TGGAAFIFPN |  | TSVYPEATQR |
| ITTRPDLPYE |  | PPRRSAWTGH |  | GHPTPQSKAA |  | QPSPSTVPKT |  | EDQRPQLDPY |
| QILGPTSSRL |  | ANPGSGQIQL |  | WQFLLELLSD |  | SSNSSCITWE |  | GTNGEFKMTD |
| PDEVARRWGE |  | RKSKPNMNYD |  | KLSRALRYYY |  | DKNIMTKVHG |  | KRYAYKFDFH |
| GIAQALQPHP |  | PESSLYKYPS |  | DLPYMGSYHA |  | HPQKMNFVAP |  | HPPALPVTSS |
| SFFAAPNPYW |  | NSPTGGIYPN |  | TRLPTSHMPS |  | HLGTYY     |  |            |

A: Аланін

C: Цистеїн

D: Аспарагінова кислота

E: Глутамінова кислота

F: Фенілаланін

G: Гліцин

H: Гістидин

I: Ізолейцин

K: Лізин

L: Лейцин

M: Метіонін

N: Аспарагін

P: Пролін

Q: Глутамін

R: Аргінін

S: Серин

T: Треонін

V: Валін

W: Триптофан

Кодований геном білок за функцією належить до фосфопротеїнів. 
Задіяний у таких біологічних процесах, як транскрипція, регуляція транскрипції, альтернативний сплайсинг. 
Білок має сайт для зв'язування з ДНК. 
Локалізований у цитоплазмі, ядрі.